# Haler Feld-Vogelpohl
Das Naturschutzgebiet Haler Feld-Vogelpohl liegt auf dem Gebiet der Gemeinden Lotte und Westerkappeln im Kreis Steinfurt in Nordrhein-Westfalen. Das etwa 705 ha große Gebiet, das aus drei Teilflächen besteht und im Jahr 2003 unter Naturschutz gestellt wurde, erstreckt sich nordöstlich des Kernortes Westerkappeln. Am nördlichen Rand des Gebietes verläuft der Mittellandkanal und am nordöstlichen Rand die Landesgrenze zu Niedersachsen. Unweit östlich fließt die Hase.